# Алексеев, Василий Владимирович (инженер)
Василий Владимирович Алексеев (25.03.1917 — 09.01.2004) — российский военный инженер, лауреат Сталинской премии (1953).

## Биография
Родился 25.03.1917 на ст. Дворец Валдайского уезда Новгородской губернии (ныне — Валдайский район Новгородской области) в семье служащих.
После окончания семилетки, фабрично-заводского училища и рабфака в 1934 г. поступил в Ленинградский индустриальный институт. В октябре 1938 г. после четвёртого курса по спецнабору зачислен в Военную электротехническую академию связи на инженерный радиотехнический факультет Военной электротехнической академии РККА, который окончил в 1940 г.
Участвовал в войне с Финляндией (1939—1940).
С 1940 г. в Ленинградском военном училище связи: преподаватель радиодела, помощник начальника учебного отдела, преподаватель, старший преподаватель радиотехники.
С января 1948 г. проходил службу на Семипалатинском ядерном полигоне, участник атомного проекта. Лауреат Сталинской премии (1953) — за подготовку и проведение испытаний изделий РДС-6с, РДС-4 и РДС-5 на полигоне № 2. Награждён орденом Трудового Красного Знамени (1951).
С июня 1958 заместитель начальника 12-го Центрального научно-исследовательского института Министерства Обороны СССР. С 1964 г. начальник управления ЦНИИ № 12 МО (Загорск). С 1965 г. начальник отдела Морского филиала ЦНИИ № 12 МО. Полковник (1971).
В феврале 1973 г. уволен с действительной военной службы.
Умер 9 января 2004 года в Санкт-Петербурге, похоронен на Богословском кладбище.